# 井上篤夫
井上篤夫（いのうえ あつお、1947年 - ）は、日本の作家・翻訳家。アメリカ、英国を中心に、時の人物を深く掘り下げた評伝を数多く執筆。翻訳の分野でも活躍している。

## 人物・来歴
- 1947年（昭和22年）岐阜県岐阜市に生まれる[1]。地元の小学校、中学校、高等学校を卒業[要出典]。早稲田大学在学中から、週刊誌記者を始めた[1]。
- 1976年、集英社「週刊プレイボーイ」のアメリカ建国200年企画「VIPインタビュー」で、1か月間にわたり全米各地を取材した[1]。ビートルズのジョージ・ハリスン、元米大統領ジミー・カーターの息子などをインタビュー[1]。その後も英国のベストセラー作家ジェフリー・アーチャー、女優のブルック・シールズ、元世界ヘビー級チャンピオン、モハメド・アリ、米の元陸上競技のスーパースター、10のオリンピックメダリストのカール・ルイスなどをインタビュー[1]。
- 1982年11月、渡英、ストロベリー・フィールド、リバプール、ビートルズ・メンバーの生地など、ビートルズの「足跡」を訪ねる[1]。
- 1986年、マイクロソフト社のビル・ゲイツ会長、CNNのテッド・ターナー会長などをインタビュー[1]。
- 1987年10月16日、ソフトバンクの孫正義社長をインタビュー[要出典]。以後、「時代を作る男・孫正義」を取材続ける[要出典]。
- 1990年から4年間、ボストンに滞在して執筆活動をした。『ボストンに友人あり』を出版[1]。
- 1998年、マリリン・モンローゆかりの人々13名を取材した[1]。
- 2004年、『志高く 孫正義正伝』を出版[1]。
- 2007年、ニューメキシコでネイティヴ・アメリカンの生き方に触れ[要出典]、ナンシー・ウッドの『今日という日は贈りもの』を訳す。
- 2008年渡英、ハリウッドと大統領との密接な関係を描くにあたって（『ポリティカル・セックスアピール―米大統領とハリウッド』）ロンドン大学のマーク・ウィーラー氏と対話を重ねた[要出典]。
- 2009年、ミシェル・オバマの育った町、シカゴ各地を取材[1]。
- 2010年、『志高く 孫正義正伝 完全版』（改訂・文庫化）配信サイト「アップストア」のダウンロード数が最初に１万を超えたのは、『志高く 孫正義正伝』（実業之日本社）の1万3千本[要出典]。
- 2011年、日本で初めてのフランク・キャプラ監督の評伝[要出典]『素晴らしき哉、フランク・キャプラ』を著す。
- 2011年、NHK-BS｢永遠のヒロイン｣で放映されたヴィヴィアン・リー、マレーネ・ディートリッヒ、キャサリン・ヘプバーン、イングリッド・バーグマンの4大女優の番組内容に加筆した『永遠のヒロイン～ハリウッド大女優たちの愛と素顔』を著す[1]。
- 2012年、マリリン・モンロー没後50年、遺稿集『マリリン・モンロー 魂のかけら』を訳・解説する[1]。
- 2017年、 『とことん 孫正義物語』（フレーベル館）が刊行される。
- 2021年〜孫正義育英財団の評議員を務める。

## 賞歴
- 2010年 オーディオブック大賞 「志高く 孫正義正伝 完全版」 ビジネス書部門大賞受賞
- 2023年 『フルベッキ伝』(日本英学史学会 豊田實賞受賞)

## 著書
- 『若きアメリカ企業の勝利者―12人からの直言 』（1987年　KKベストセラーズ）
- 『ボストンに友情あり 』（1995年　河出書房新社）
- 『追憶マリリン・モンロー 20世紀最後の証言』（1998年　集英社）
- 『追憶マリリン・モンロー』（2001年　集英社文庫）
- 『英語の花束』（2004年　実業之日本社）
- 『志高く 孫正義正伝』（2004年　実業之日本社）
- 『志高く 孫正義正伝 完全版』（2007年　実業之日本社）
- 『志高く 孫正義正伝 完全版』（2010年　実業之日本社文庫）文庫化
- 『志高く 孫正義正伝 新版』（2015年　実業之日本社文庫）
- 『志高く 孫正義正伝 決定版』単行本（2021年　実業之日本社）
- 『孫正義 世界一をめざせ!』（2005年　実業之日本社）
- 『究極のマリリン・モンロー』（2006年　ソフトバンククリエイティブ）
- 『あなたが夢をかなえる言葉』（2006年　イーストプレス）
- 『アメリカの原点、ボストンをゆく』（2007年　ソフトバンククリエイティブ）
- 『ポリティカル・セックスアピール-米大統領とハリウッド』（2008年　新潮新書）
- 『事を成す 孫正義の新30年ビジョン』（2010年　実業之日本社）
- 『素晴らしき哉、フランク・キャプラ』（2011年　集英社新書）
- 『永遠のヒロイン～ハリウッド大女優たちの愛と素顔』（2011年　NHK出版　井上篤夫＋NHK取材班）
- 『私のマリリン・モンロー』（2016年　Kindle Singles）
- 『とことん 孫正義物語』（2017年　フレーベル館）
- 『孫正義 事業家の精神』（2019年　日経BP）
- 『フルベッキ伝』[2][3]（2022年　国書刊行会）

## 主な訳書
- リーン・ホール『涙と微笑みと』（1977年　集英社文庫コバルトシリーズ）
- K.A.ジャバー『青春のロングシュート スーパースターへの道』(1985年　旺文社文庫）
- ボブ・ウッドワード『ベルーシ殺人事件―ハリウッドスターたちとドラッグの証言』（1985年　集英社）
- 『ベルーシ最期の事件―ハリウッドスターたちとドラッグの証言』（1989年　集英社文庫）文庫化
- キャサリン・コーフィールド『エキセントリック・ピープル―英国奇人変人列伝』（1987年　文藝春秋）
- ウィリアム・ナーグラー／アン・アンドロフ『ビルとアンの愛の法則』（1991年　TBSブリタニカ / 1998年　講談社＋α文庫）
- デヴィッド・シラー編『ZEN心のクスリ』（1995年　TBSブリタニカ）
- ナンシー・ウッド『今日という日は贈りもの 心が生まれ変わる12のアプローチ』（1997年　講談社 / 2007年　角川文庫）
- ナンシー・ウッド『シャーマンの環』（1998年　講談社）
- モリス・エンゲルバーグ／マーヴ・シュナイダー『ジョー・ディマジオ モンローを愛し続けたヤンキースのヒーロー』（2003年　ネコ・パブリッシング）
- グレン・ドロムグール『いぬのちえ』（2004年　ぺんぎん書房）
- マーク・セラシーニ『シンデレラマン』（2005年　竹書房文庫）
- ボニー・ジョーンズ・レイノルズ／ドーン・Ｅ．ヘイマン『どうぶつと話したい』（2006年　ランダムハウス講談社）
- 『ネイティヴ・アメリカンの教え』（エドワード・カーティス写真、2007年　ランダムハウス講談社）
- デヴィッド・コルバート『ミシェル・オバマ ～愛が生んだ奇跡～』（2009年　アートデイズ）訳・解説
- 『マリリン・モンロー 魂のかけら 残された自筆メモ・詩・手紙』スタンリー・バックサル／ベルナール・コマーン編（2012年　青幻舎）訳・解説
- 『Aiming High』 - A Biography of Masayoshi Son [iBooks Edition] (YouTeacher社) — 『志高く 孫正義正伝 完全版』英語版電子書籍。
- サム・ワーヘナー 『マタ・ハリ伝 100年目の真実』（2017年　えにし書房）